# 馬塞納森特 (紐約州)
馬塞納森特（英語：Massena Center）是位於美國紐約州聖羅倫斯縣的非建制地區。

## 歷史
馬塞納森特的郵局於1851年設立，其後於1919年停運。

## 地理
馬塞納森特所處的海拔為高於海平面60米（即197英呎），而該地所採用的時區為UTC-5，即北美东部时区（EST）。同時該地設有夏令時間，為UTC-5調快一小時，即UTC-4（EDT）。